# Rust Never Sleeps
Albums de Neil Young
Comes a Time
(1978) Live Rust
(1979)
Singles
1. Hey Hey, My My (Into the Black)
Sortie : 27 août 1979

Rust Never Sleeps est le dixième album de Neil Young. Il est accompagné par le groupe Crazy Horse sur la face 2. L'album est sorti le 22 juin 1979 sur le label Reprise Records et est produit par Neil Young, David Briggs et Tim Mulligan.

## Historique
C’est un album enregistré en public (mais avec son bruit souvent masqué), avec une face acoustique calme, où Neil Young souvent seul avec une guitare acoustique et un harmonica (titres 1 à 5) et une face électrique où il est accompagné par le Crazy Horse (titres 6 à 9). Les chansons ont été enregistrées pendant la tournée américaine de 1978, à l'exception de Pocahontas, enregistré le 11 août 1976, et de Sail Away, enregistré le 12 septembre 1977 pendant les séances de l'album Comes a Time.
La photo de la pochette est signée par la femme de Neil, Pegi Young.
La chanson My My Hey Hey / Hey Hey, My My, qui ouvre l'album dans sa version acoustique (Out of the Blue) et le clôt dans le déluge de distorsion de sa version électrique (Into the Black), est devenue un standard. Composée avec Jeff Blackburn (du groupe The Ducks (en)), elle est l'unique single de l'album et s'est classée à la 79e place du Billboard Hot 100 . Une lettre de Kurt Cobain, qui s'est suicidé en avril 1994, comprend une citation de Hey Hey, My My : « It's better to burn out than fade away » (Mieux vaut exploser en vol que s'éteindre à petit feu).
Plusieurs titres sont repris dans un film du même nom sorti aussi en juillet 1979.

## Réception et ventes
Aux États-Unis, Rust Never Sleeps s'est classé à la 8e place du Billboard 200 et s'est vendu à plus d'un million d'exemplaires.
En 2003, il est classé 350e des 500 plus grands albums de tous les temps par le magazine Rolling Stone.
En 2014, le titre Powderfinger a été déclaré plus grande chanson de Neil Young dans le hors-série n°24 de Rolling Stone.

## Liste des titres
Toutes les chansons ont été composées par Neil Young, sauf My My, Hey Hey (Out of the Blue) signée Neil Young et Jeff Blackburn.
| 1. | My My, Hey Hey (Out of the Blue) | 26 mai 1978, Boarding House, San Francisco          | 3:45 |
| 2. | Thrasher                         | 26 mai 1978, Boarding House, San Francisco          | 5:38 |
| 3. | Ride My Llama                    | 24 mai 1978, Boarding House, San Francisco          | 2:29 |
| 4. | Pocahontas                       | 11 août 1976, Indigo Recording Studios, Malibu      | 3:22 |
| 5. | Sail Away                        | 12 septembre 1977, Triad Recording, Fort Lauderdale | 3:46 |

| 6. | Powderfinger                    | 19 octobre 1978, McNichols Sports Arena, Denver | 5:30 |
| 7. | Welfare Mothers                 | 15 octobre 1978, Civic Center, St. Paul         | 3:48 |
| 8. | Sedan Delivery                  | 15 octobre 1978, Civic Center, St. Paul         | 4:40 |
| 9. | Hey Hey, My My (Into the Black) | 22 octobre 1978, Cow Palace, Daly City          | 5:18 |

- Les overdubs de ces titres ont été effectués aux Triad Recording Studios, Ft.Lauderdale, Woodland Sound Studios, Nashville, Broken Arrow Studio, Redwood City

## Musiciens
- Neil Young: guitare acoustique et électrique, harmonica, orgue, percussions, chant
- Avec Crazy Horse
  - Frank "Poncho" Sampedro: guitare électrique, chœurs
  - Billy Talbot: basse, chœurs
  - Ralph Molina: batterie, chœurs

Ainsi que sur "Sail Away"
- Joe Osborn: basse
- Karl Himmel: batterie
- Nicolette Larson: chœurs
- "The Gone With The Wind Orchestra"

## Titres interprétés dans le filmRust Never Sleeps
1. Introduction Star Spangled Banner / A Day in Life
2. Sugar Mountain
3. I Am a Child
4. Comes a Time
5. After the Gold Rush
6. Thrasher
7. My My, Hey Hey (Out of the Blue)
8. When You Dance I can Really Love
9. The Loner
10. Welfare Mothers
11. The Needle and the Damage Done
12. A Lotta Love
13. Powderfinger
14. Sedan Delivery
15. Cortez the Killer
16. Cinnamon Girl
17. Like a Hurricane
18. Hey Hey, My My (Into the Black)
19. Tonight's the Night

- En gras, les titres tirés de l'album.

## Charts & certifications

### Album
Charts
| Pays                                 | Durée du classement | Meilleur classement | Date               |
| ------------------------------------ | ------------------- | ------------------- | ------------------ |
| Allemagne (GfK Entertainment)        | 7 semaines          | 59e                 | 18 février 1980    |
| Australie (AMR Charts)               | 14 semaines         | 8e                  | 20 août 1979       |
| Canada (RPM)                         | 21 semaines         | 28e                 | 13 octobre 1979\|- |
| États-Unis (Billboard 200)           | 39 semaines         | 8e                  | 1er septembre 1979 |
| Italie (FIMI)                        | 18 semaines         | 12e                 | 30 juillet 1979    |
| Nouvelle-Zélande (RMNZ Albums Top40) | 61 semaines         | 7e                  | 17 août 1980       |
| Pays-Bas (MegaCharts)                | 8 semaines          | 19e                 | 14 juillet 1979    |
| Royaume-Uni (UK Albums Chart)        | 13 semaines         | 13e                 | 22 juillet 1979    |
| Suède (Sverigetopplistan)            | 4 semaines          | 9e                  | 10 août 1979       |

Certifications
| Pays             | Ventes  | Certification | Date              |
| ---------------- | ------- | ------------- | ----------------- |
| États-Unis       | Platine | 1 000 000 +   | 7 février 1980    |
| Nouvelle-Zélande | Platine | 15 000 +      | 28 septembre 1980 |
| Royaume-Uni      | Argent  | 60 000 +      | 1er février 2008  |

### Single
| Single                          | Chart          | Durée du classement | Position | Date            |
| ------------------------------- | -------------- | ------------------- | -------- | --------------- |
| Hey Hey, My My (Into the Black) | (Hot 100)      | 5 semaines          | 79e      | 3 novembre 1979 |
| Hey Hey, My My (Into the Black) | (Track Top-40) | 1 semaine           | 35e      | 11 juillet 2008 |

## Reprises
- Pocahontas a été repris en 2007 par Emily Loizeau dans L'autre bout du monde
- Hey Hey, My My (Into the Black)  a été repris par Oasis